# Discalma araps
Discalma araps är en fjärilsart som beskrevs av Louis Beethoven Prout 1926. Discalma araps ingår i släktet Discalma och familjen mätare. Inga underarter finns listade i Catalogue of Life.